# Judith von Ringelheim

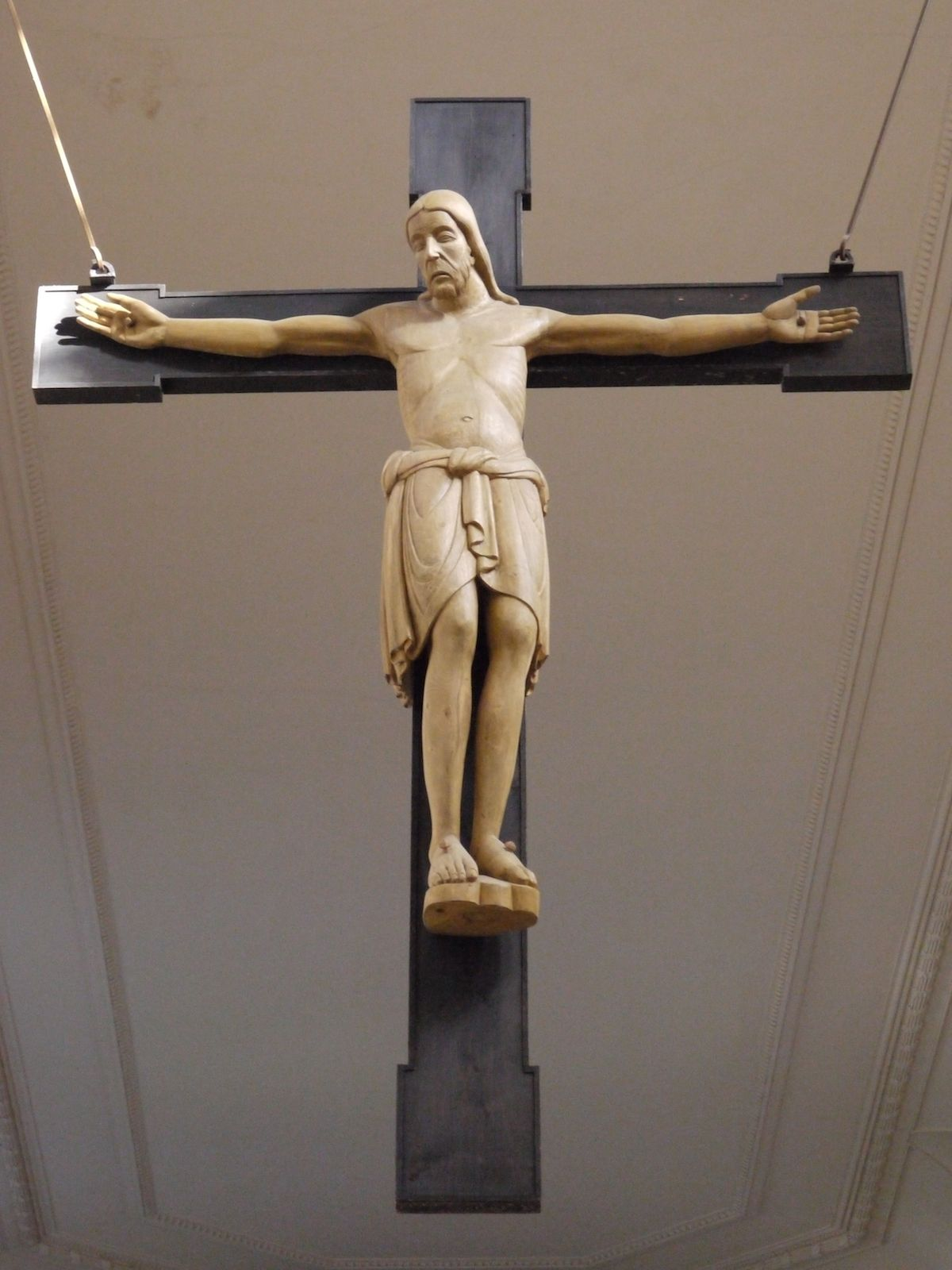
Kopie des Ringelheimer Kreuzes, das Bernward von Hildesheim für seine Schwester Judith stiftete

Judith von Ringelheim († 13. März 1000) war Äbtissin des Chorfrauenstifts Ringelheim. Sie wird in der katholischen Kirche als Heilige verehrt.
Judiths Eltern waren Dietrich von Sachsen († 995) und Friteruna; ihr Bruder der Bischof Bernward von Hildesheim. Sie leitete als Äbtissin das 941 gegründete Chorfrauenstift in Ringelheim, einem heutigen Stadtteil Salzgitters. Sie starb an einem 13. März, wohl noch zu Anfang des 11. Jahrhunderts.
Als Geschenk oder Memoria für sie stiftete Bernward das sogenannte Ringelheimer Kreuz, eine monumentale Holzplastik des gekreuzigten Christus von höchstem kunstgeschichtlichem Rang (heute im Dommuseum Hildesheim).
Die einzige Nachricht über sie ist ein Eintrag im Nekrolog des Hildesheimer St. Michaelisklosters zum 13. März, das den Todestag einer Judith abbatissa in Ringelen, soror beati Bernwardi episcopi verzeichnet.